# Preixana
Preixana és un municipi de la comarca de l'Urgell i el 2014 tenia 405 habitants.

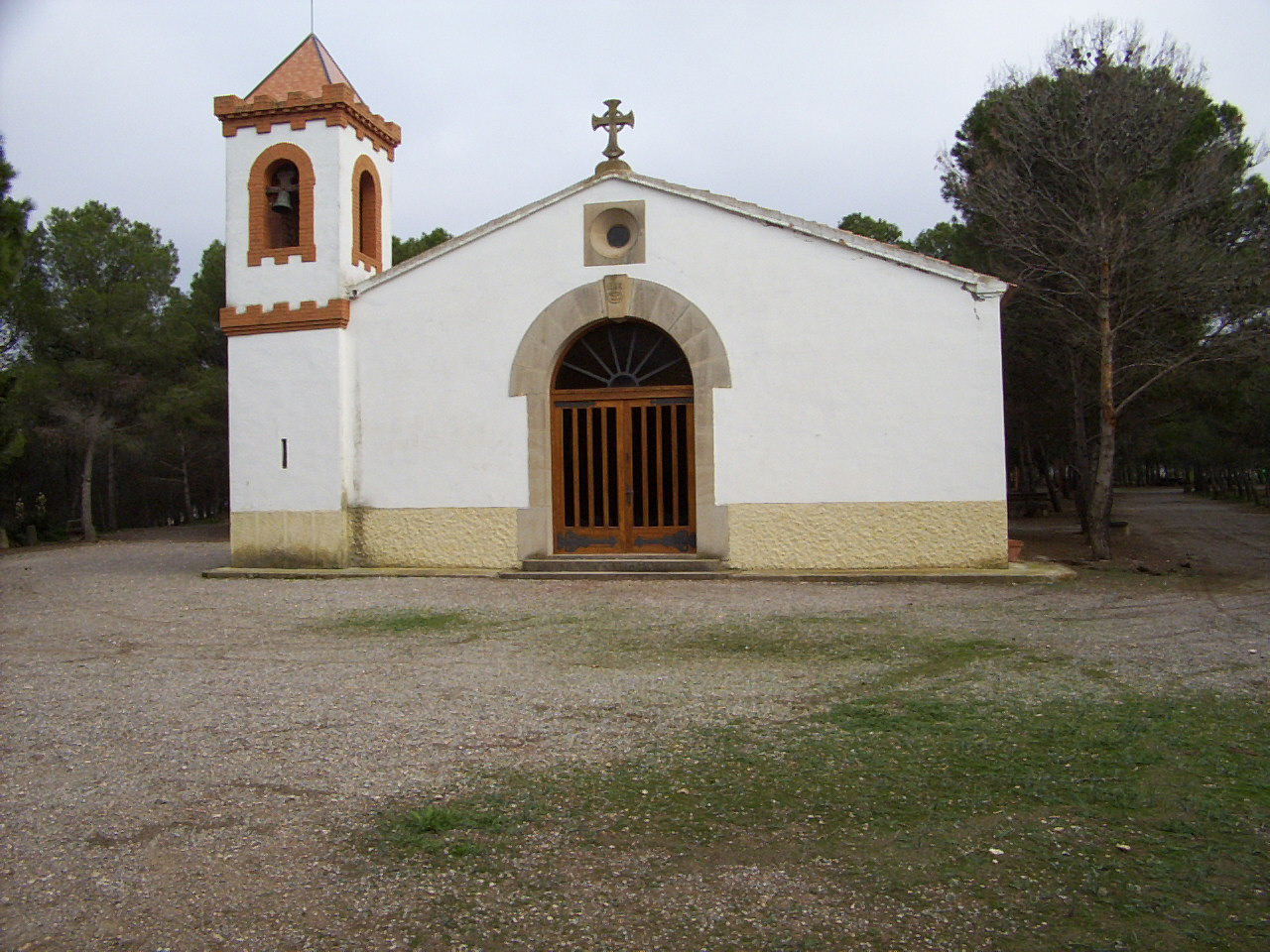
Ermita de Montalbà

## Geografia
- Llista de topònims de Preixana (Orografia: muntanyes, serres, collades, indrets..; hidrografia: rius, fonts...; edificis: cases, masies, esglésies, etc).

## Llocs d'interès
- Santa Maria de Preixana (monument nacional)[2]
- Sant Llorenç de Preixana

## Festes i celebracions
- 10 d'agost: Festa Major de Sant Llorenç
- Dimarts de Pasqua florida: Festa de la Verge de Montalbà (patrona del poble).
- Fira de proximitat: 16/17/18 de desembre

## Fills il·lustres
- Jaume Ripoll i Vilamajor (1775-1843): Canonge arxiver de la catedral de Vic. Nasqué a Preixana el 24 de febrer de 1775 a la casa que avui s'anomena can Pere-Jaume. Fill de Llorenç i Lluïsa. Es llicencià en Filosofia i es doctorà en Dret Canònic. Treballà en la investigació i va publicar documents, monografies, articles i va escriure col·laboracions. Un volum, 68 impresos i 600 pàgines que venen amb el nom d'Opúsculs, Varios és el títol que porten 30 volums en foli, altres en quart, manuscrits en català, castellà i llatí. En total, la seva obra, està formada per 14 volums en foli i 36 en quart que es conserven a l'Arxiu de la Catedral de Vic. Morí a Santa Eugènia de Berga i fou enterrat al claustre de la catedral de Vic.

- Joan Vinyals i Camps: Sobre el 1800 fou Governador de Puerto Rico. Nasqué en una casa del carrer Nou i morí l'any 1823.

## Demografia
| 1497 f | 1515 f | 1553 f | 1717 | 1787 | 1857 | 1877 | 1887 | 1900 | 1910 |
| ------ | ------ | ------ | ---- | ---- | ---- | ---- | ---- | ---- | ---- |
| 47     | 46     | 46     | 175  | 341  | 708  | 709  | 734  | 742  | 797  |

| 1920 | 1930 | 1940 | 1950 | 1960 | 1970 | 1981 | 1990 | 1992 | 1994 |
| ---- | ---- | ---- | ---- | ---- | ---- | ---- | ---- | ---- | ---- |
| 817  | 744  | 674  | 729  | 637  | 567  | 480  | 485  | 468  | 468  |

| 1996 | 1998 | 2000 | 2002 | 2004 | 2006 | 2008 | 2010 | 2012 | 2014 |
| ---- | ---- | ---- | ---- | ---- | ---- | ---- | ---- | ---- | ---- |
| 437  | 431  | 440  | 437  | 413  | 422  | 413  | 437  | 410  | 405  |

| 2016 | 2018 | 2020 | 2022 | 2024 | 2026 | 2028 | 2030 | 2032 | 2034 |
| ---- | ---- | ---- | ---- | ---- | ---- | ---- | ---- | ---- | ---- |
| 382  | 385  | 387  | 404  | 406  | -    | -    | -    | -    | -    |